# 울산광역시의 역사

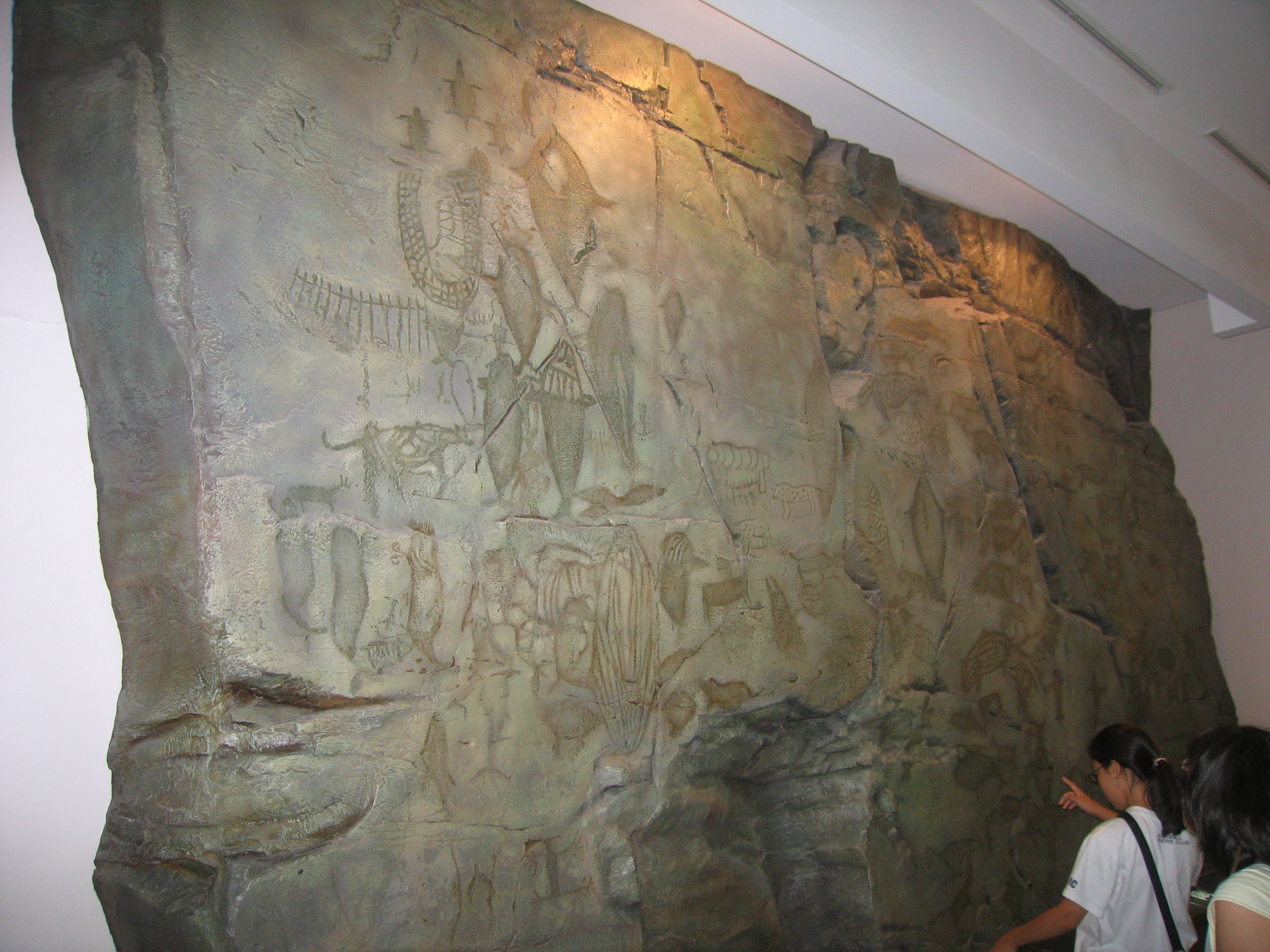
반구대암각화

울산광역시의 역사는 선사시대 무렵부터 시작하여 반구대암각화라는 역사적 증거물을 남겼고, 이후에도 한강 이남의 지정학적 중요한 역할을 담당하였다.

## 지명 유래
울산의 원래 이름은 굴아화(屈阿火)로, 굴아(屈阿)는 내의 흐름이 굽었다는 의미이고, 화(火)는 벌(伐)·불(弗)등과 같이 성읍(城邑) 도시를 의미한다. 따라서 굴아화는 '굽은 냇가의 나라'라는 의미가 되고, 이는 울산지역을 크게 굽어 바다로 흘러가는 태화강 강변에 있는 나라를 뜻한다. 757년에 전국의 지명을 한자식으로 바꾸면서 물 하(河)와 굽을 곡(曲)을 써서 하곡(河曲)이라고 불렀다.
고려시대에 하곡·우풍·동진 3개현이 합병하여 흥례부가 되고 1018년에 울주, 조선시대인 1413년부터 울산이라는 이름을 사용하는데, 이는 하곡이 아닌 우풍지역에 있었던 옛 국가에서 유래한다. 삼한시대에 우풍지역인 울주군 웅촌면과 경상남도 양산시 웅상읍에 걸쳐 당시 소국인 우시산국(于尸山國)이 위치하고 있었는데, 이두의 표기법에 의하면 이는 울산이 된다. 흔히 이두에서는 시(尸)를 ㄹ의 표기로 사용했으므로 우+ㄹ+산이 되는 것이다. 아마도 울뫼나라, 울산국 정도로 불리지 않았을까 생각된다. 울은 한국어의 옛말에서 울타리, 혹은 성(城)을 의미한다. 따라서 울뫼나라는 "성으로 둘러싸인 나라"나 "산이 성처럼 둘러싸인 나라"의 의미로 볼 수 있으며, 울뫼나라가 지금에 이어진 것이 울산이라는 지명으로 굳어졌다고 볼 수 있다.
옛 이름인 굴아화(屈阿火)는 현재 울주군 범서읍 굴화리로 남아있다.

## 선사 시대
남구 무거동 옥현 유적에서 뗀석기가 발견된 것으로 보아, 구석기 시대부터 사람이 살았던 것으로 보인다. 신석기 시대 유적은 남구 황성동과 성암동에서 패총이 발견되었으며 서생면 신암리 유적이나 온산읍 우봉리 유적 등 울산 각지에서 발견되고있다. 특히 울주 대곡리 반구대 암각화는 산짐승과 들짐승을 쫓는 사냥 그림, 가축을 사육하거나 맹수를 방어하기 위한 나무울타리 등이 그려진 벽화인데, 이 벽화에는 많은 인원을 동원해야 했을 고래잡이 그림도 함께 그려져 있어 당시 울산 지역에는 많은 사람들이 취락을 이루며 살고 있었음을 알 수 있게 되었다.
그러나 이러한 자료들에도 불구하고 보다 정확한 울산광역시의 역사는 삼한시대에 이르러 본격화되었다.

## 삼한시대

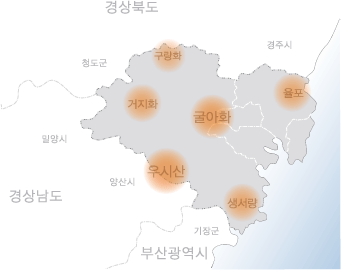
삼한시대 울산의 소국들

아직까지 정확한 위치가 발굴된 것은 아니지만, 울산광역시에는 삼한시대 진한의 소국이었던 우시산국(于尸山國)이 위치했던 것으로 보인다. 학계에서는 울주군 웅촌면 하대마을 주변에서 검단리까지를 중심이었던 것으로 보며 경상남도 양산시의 웅상읍까지 그 세력이 뻗쳐 있었던 것으로 추정한다. 주로 하대마을과 검단리를 중심으로 보는 것은 이 주변에서 대대리고분군과 검단리유적 등이 발굴되었기 때문인데, 특히 하대마을에서 발굴된 고분군은 봉분의 규모로 보아 상당한 세력이 있었던 사람의 것으로 생각된다.
우시산국은 몇 유적이 발굴되었을 뿐 정확한 위치나 규모를 알 수 없다. 그런데도 울산의 중요한 옛 기록으로 보고 있는 것은 울산이라는 이름의 유래를 추정할 수 있는 자료가 되기 때문이다. 예전 기록에서 지명의 ㄹ받침은 주로 시(尸)자를 적어 표시했는데, 이 우시산국의 지명은 울산이라는 지명이 당시에도 사용되었을 가능성을 보여준다. 곧 우(于) + ㄹ(尸) + 뫼(山) + 나라로 분석되는 울뫼나라, 혹은 울산국 등으로 이미 불리고 있었다는 것이다. 웅촌과 웅상 주변이 산으로 둘러싸인 곳이라는 점에서 울이라는 이름의 의미도 해석할 수 있게 된다.
한편 중구 다운동, 울주군 범서읍 구영리, 굴화리 주변에는 굴아화촌(屈阿火村)이라는 촌락, 혹은 굴지화국(屈知火國)이라는 나라가 존재했다. 이곳은 태화강을 끼고 있으며 강이 휘어 있다는 의미로 굴아(屈阿)라는 글자를 쓴 것으로 보인다. 또한 울주군 언양읍 주변에는 진한의 소국이며 거지화촌(巨知火村)으로 불렸던 거지화국(기저국)이, 울주군 서생면 주변에는 읍락의 형태인 생서량촌(生西良郡)이 위치해 있었다.

## 신라시대

### 삼국통일이전
그러나 우시산국은 삼국시대인 기원후 80년, 사로국 탈해 이사금에게 정벌되었다. 이는 거도(巨道) 장군에 의한 것이었는데, 당시 그는 사로국의 국경에 우시산국과 거칠산국(居漆山國)이 접해 있는 것을 우려했기 때문이었다. 이에 거도는 굴아화촌 부근에서 말타기 놀이를 몇 해 벌이다가 기습을 펼치는 전술로 두 나라를 복속시키게 된다. 이후 우시산국은 우화현(于火縣)이 되었다.
그 외에 범서읍 굴화리 일대의 옛 굴아화촌 지역에 굴아화현(屈阿火縣)이, 북구 강동동 지역에 율포현(栗浦縣)이, 서생면 일대에 생서량군(生西良郡)이, 상북면 길천리 일대에 언양군의 전신인 거지화현(居知火縣)이 설치되었다. 그러나 6세기 이전 까지는 지방관이 파견되어 통치한 것이 아니라, 신라의 세력아래 두고 자치권을 주는 방식으로 통치한 것으로 보인다.
울산지역은 신라 초기부터 중요한 교통로였을 것으로 보인다. 삼동면 작동리에서는 북위에서 제작된 불상이 출토되었고(당시 삼국에서 북위와 수교한 나라는 고구려 뿐이다), 웅촌면 은현리에서 고구려 초기 무기단식 적석총과 유사한 형태의 적석총이 발견된 것으로 보아 400년에 신라의 요청으로 가야와 왜를 토벌하러 왔던 고구려군이 지나간 교통로였거나 토벌 후 고구려군이 주둔한 것으로 추정된다. 그리고 박제상이 왜로 갈때 율포에서 출발한 것으로 기록되어있다. 또한 포상팔국의 공격을 받기도 했다.

## 남북국시대
삼국통일 후 신라는 지방 제도를 정비하였고, 군현의 영속관계도 정해졌다. 굴아화현과 율포현은 모화군(毛火郡)의, 우화현은 생서량군의 영현이 되었다. 거지화현은 군(郡)에 속하지 않고 삽량주에서 직접 관할하는 현이 되었다. 경덕왕 때(757년) 전국의 지명을 한자지명으로 변경하면서 굴아화현은 하곡현(河曲縣)으로, 율포현은 동진현(東津縣)으로, 우화현은 우풍현(虞風縣)으로, 생서량군은 동안군(東安郡)으로, 거지화현은 헌양현(巘陽縣)으로 개칭되었다.
이 시기에 울산지역은 수도 서라벌의 외항으로서 인접한 나라 뿐만아니라 인도와 사라센 제국의 배까지 출입하는 신라 최대의 무역항으로 발전하였다. 그만큼 울산과 경주간의 교통로는 중요해지고, 700년대 초에 일본과의 관계가 악화되자 722년에 수도를 방어하기 위해 모벌군성(관문성)을 쌓기도 하였다.
신라 말기의 혼란 속에서 각 지방의 호족들이 성장하는데, 울산지역에서는 박윤웅(朴允雄)이 강력한 호족으로 성장한다. 하곡현(굴화 지역)의 통제를 받는 일개 촌이었던 계지변이라는 마을이 있었다. 지금의 학성동과 복산동 일대로 추정되는 이 지역은 신라시대 말기에 계변성(戒邊城)으로 불렸는데 신학성(神鶴城)으로 개칭하였다는 기록이 있다. 신학성으로 불리게 된 것은 효공왕 5년에 한 쌍의 학이 울어 이 지역의 사람들이 신학(神鶴)으로 불렀다는 것으로 그 기원을 삼고 있으나, 사실 이 지역을 다스리던 호족인 박윤웅의 출생을 설명하는 것으로 보기도 한다. 박윤웅의 집안은 신라시대 말부터 울산 지역의 호족으로 이름이 높았으며, 박윤웅 대에 들어 최고 실력자인 호족장으로 확립되었다.
박윤웅은 신학성의 경영과 북구 달천동에 있었던 달천광산에서 생산되는 철 등을 군사적 기반으로, 무역항이던 울산지역의 무역이윤을 경제적 기반으로 울산 일대에서 가장 강력한 호족세력으로 성장하였다. 박윤웅은 신라가 멸망하기 6년전인 930년에 그의 부하 최환(崔奐)을 보내 고려에 항복한다. 이로써 울산지역의 신라시대는 끝나고 고려시대로 접어든다.
삼국시대 울산에는 왜적의 침입이 잦아 왜적을 막기 위한 계변성, 관문성, 온산산성, 효문산성, 함월산성 등이 축조된 군사적 요충지였다. 이에 불교의 힘으로 국가를 수호한다는 호국 불교의 영향을 많이 받아 태화사, 청송사, 동축사, 신흥사, 영취사, 망해사, 석남사, 간월사, 운흥사 등 많은 사찰이 건립되었고, 이에 따른 불교발전과 건축 ·  토목기술의 향상을 경험하였다.

## 고려시대
고려가 건국되고, 박윤웅은 공신으로 책봉되었고, 울산지역의 행정도 변화하였다. 이에 대해 고려사에는 하곡현이 고려초에 울주(蔚州)로 승격하고, 1018년에 방어사를 두었다는것과, 하곡·동진·우풍 3개현을 병합하여 흥례부(興禮府)를 두었다가 뒤에 공화현(恭化縣)으로 강등시켰고, 다시 지울주사(知蔚州事)로 고쳤다는 두가지 기록이 있다. 조선시대에 편찬된 다른 지리지들은 대체로 후자를 따르고 있으므로 고려 태조때 흥례부라 했다가, 대대적인 지방제도 개편이 있었던 성종때 공화현으로 강등되었고 1018년에 울주로 승격된것으로 보인다. 그러나 성종 16년(997년)의 기록에도 흥례부라는 명칭이 사용되었으므로 공화현으로 강등된 정확한 시기는 알 수 없다. 성종 10년(991년) 전국 56개 고을에 별호가 제정되면서 학성(鶴城)이라는 별호가 부여되었다.
본래 울산 지역은 신라를 거치면서 하곡(굴화 지역)과 동진(강동 지역)을 임관군(경주 모화 지역)이 다스렸고, 동안군(서생 지역)이 우풍(웅촌 지역)을 다스리는 등 분리되어 있었는데 고려가 건국되면서 박윤웅을 중심으로 울산 지역의 세 현을 하나로 모으게 된 것이다. 이때부터 현재 울산 지역의 기틀이 마련되었다고 할 것이다. 이러한 흥례부는 지금의 광역시 형태로 중앙정부를 축소한 향리를 둘 수 있게 하였으며, 이 시기에 거주지별로 성과 본관이 책정되면서 울산 지역의 토성(土姓)은 박, 이, 전, 목, 오, 윤, 임, 문 가(家)로 정리되었다.
울주(蔚州)는 3개 속현을 관할하였고, 특수행정구역으로는 2개 부곡과 염소(鹽所) 3개, 도기소(陶器所)와 자기소(磁器所)가 1개씩 있었다.
속현은 헌양현(巘陽縣), 동래현(東萊縣), 기장현(機張縣)이 있었고, 모두 1018년(고려 현종 9년)에 울주의 속현이 되었다. 헌양현은 1143년(인종 21년)에 감무가 파견되어 주현으로 승격하였고, 후에 언양현(彦陽縣)으로 개칭되었다. 동래현에는 정확한 시기는 기록되어 있지 않고 후에 현령이 파견되었다고 되어 있으나, 인종 때(1122년 ~ 1146년) 동래현령이 받은 녹봉에 대해 기록되어 있으므로 그 이전에는 주현으로 승격했을 것이다. 기장현도 후에 감무를 두었다고 기록되어 있어 시기를 알 수 없다.
부곡은 범서부곡(凡西部曲)과 갑화부곡(甲火部曲)이 있었다. 범서부곡은 그 명칭으로 보아 지금의 범서읍 일대였을 것으로 추정되지만, 갑화부곡은 위치를 알 수 없다.
고려 말기 왜구의 출몰이 잦아 일본과 가깝던 울주는 심각한 피해를 입었다.
(전략)...경인년 이후로 왜적의 난리가 없는 해가 없으므로, 백성들 중에 항산(恒産)이 없는 자는 다른 데로 가버리고, 부자로 사는 백성들은 이를 엿보아 구차히 편안하게 있다가, 여러 번 죽음을 당하거나 포로로 잡혀가서 아무 것도 없이 된 연후에야 돌아갈 곳을 알게 된다. 이것이 기미년에 이르러 왜적의 침입이 더욱 심해지자 백성들이 하나도 남는 자가 없었다. 그 뒤에 지주(知州)된 자가 인신(印信)을 가지고 아전 몇 식구를 모아 가지고 계림성(鷄林城)에 와서 살았다. 갑자년 가을에 성균사예(成均司藝) 이문화(李文和)군이 경상도를 염문(廉問)하였을 때...(중략)...'내가 어릴때 아버님이 울주(蔚州)를 다스릴 제 따라가보니, 한창 울주가 번화하고 공고하며 웅장했었는데, 지금 와서는 쓸쓸하기가 이와 같다.' 하고...(후략)

왜구의 침입으로 인해 백성들은 죽거나 포로로 잡혀가고, 심지어 고을 수령인 지울주사가 계림(경주)에 가서 살아 행정이 마비될 정도로 피폐해졌다. 이러한 상황은 우왕 11년(1385년)에 염문사 이문화와 지울주사 김급(金及)에 의해 울산읍성이 축성되고, 백성들이 다시 살게되어 황무지로 변한 땅을 다시 개간할때까지 계속되었다. 공양왕 2년(1390년)에는 언양읍성이 축성되었다.

## 조선시대

### 조선 초기
| Daedongyeojido (Gyujanggak) 17-01.jpg |
| Daedongyeojido (Gyujanggak) 18-01.jpg |

고려시대가 막을 내리고, 태조 이성계의 조선이 개국하였다. 조선은 개국 후 얼마간 같은 행정구역 체계를 유지하다가 조선 태종 13년인 1413년에 지방행정구역 정비를 단행하였는데, 이때 군·현의 명칭에 주(州)를 모두 산(山)이나 천(川)으로 바꾸면서 울주도 울산군(蔚山郡)이 되고, 고을 수령인 지울주사는 지울산군사(知蔚山郡事)라 하였다가 후에 군수(郡守)가 되었다. 언양현은 그대로 존속되었고 감무(監務)를 현감(縣監)으로 고쳤다.
조선 초기까지도 울산은 중요한 철 생산지였다. 세종실록지리지에 따르면 경상도에서 1년간 공물로 바치는 철은 정철(正鐵)이 44,479근, 생철(生鐵) 12,500근인데, 그 중 생철 전량이 북구 달천동에 있었던 달천철장에서 생산되었다.
1417년에 경주에 있던 경상좌도병마절도사 군영을 울산으로 옮겼다. 1426년에 경상좌병영을 폐지하고 창원 합포의 경상우병영에 합쳤다가, 1436년에 다시 설치되었다. 1437년 1월에는 울산군을 울산도호부(蔚山都護府)로 승격하고, 경상좌병사가 울산도호부사를 겸하게 하였다. 그러나 8월에 다시 울산군으로 강등되어 군수가 따로 임명되었다. 1459년에는 동래 부산포에 있었던 경상좌수영이 울산 개운포로 이전하였다. 이로써 경상좌병영과 수영이 모두 울산에 설치되었다.
그러나 이는 여러 가지 문제가 제기되었다. 첫째로, 병영과 수영이 모두 울산에 있게 되면서 백성의 부담이 커졌다. 둘째로, 울산이 공격받을 경우 구원하기가 어려웠다. 셋째로 삼포 개항으로 염포가 개항장이 되어 일본인 마을이 형성되었는데, 이들에 의해 병영과 수영이 노출되었다. 성종때 수영을 동래 다대포로 이전하자는 의견과, 병영을 내륙으로 이전하자는 의견이 제기되었다. 그러나 병영을 옮기는 논의는 계속되지 않았다. 삼포 왜란으로 염포가 폐쇄되고, 중종때 수영이 동래 해운보(海雲堡)로 이전하여 울산에는 병영만 남았다.

### 임진왜란
1592년 4월 14일, 일본군이 부산진을 공격하면서 임진왜란이 발발하였다. 부산진성이 함락되고, 구원요청을 받은 울산군수 이언성(李彦誠)과 경상좌병사 이각(李珏)은 동래성으로 갔다. 그러나 이각은 싸우기도 전에 도망쳐버리고, 이언성은 동래성 전투에서 생포된다. 고니시 유키나가의 제1군이 동래성을 공격하는 동안 가토 기요마사의 제2군이 서생포와 염포를 공격하고 군수와 좌병사가 없는 텅 빈 울산에 무혈입성한다. 가토는 울산을 점령하고 서생포왜성을 쌓은 후, 4월 19일에는 언양을 함락시키고, 4월 21일에는 경주를 함락시킨 후 북상한다.
4월 25일 기박산성에 박봉수(朴鳳壽)를 대장으로 한 의병이 집결하기 시작했다. 5월 5일에는 경주지역에서 유정(柳汀) 등 500여명이 합류하고, 5월 7일에 일본군이 점령하고 있는 병영성을 공격하여 수백명을 참수하고 군기·군량을 노획하거나 불지르고 산성으로 개선하는 것을 시작으로 울산 의병의 군세가 크게 떨쳐졌다. 이후 각지에서 울산 의병에 의한 소규모 전투가 벌어졌다. 9월 10일에는 의병장 장희춘 등이 이끄는 의병이 개운포의 옛 경상좌수영성을 공격하여 100명을 참수하는 전과를 올렸다. 1593년 2월 3일 왜선 수십척이 태화강구로 들어오고 왜적 수천이 상륙하여 기세를 올리자 울산과 경주의 의병이 연합하여 2월 6일 화공으로 적선 수십척과 적병 수천을 섬멸하는 대승을 거두었다.
동래성 전투에서 도망친 이각을 참수하고 밀양부사 박진(朴晋)이 경상좌병사로 임명되었다. 9월 8일에 박진이 경주성을 탈환한 후 인근지역은 대부분 수복되고 서생포에만 왜군이 남아 농성하고 있었다. 순찰사 한효순(韓孝純)이 울산에서 인망이 높던 김태허(金太虛)를 임시군수로 임명하여 산골에 피난갔던 백성들을 소유(召諭)하여 얼마 안가 3천여명의 군대를 편성하고, 좌병사 박진 등의 관군과 의병장으로 임명된 권응수 등이 연합하여 7월 26일 영천성을 공격하여 대승을 거두었다. 그 전공으로 권응수에게 통정대부(通政大夫)의 품계를 내리고 경상좌도 방어사로 임명하고, 그의 부하 정대임(鄭大任)을 예천군수로 임명하였으며, 임시군수인 김태허를 정식 군수로 임명하였다.
명나라의 참전으로 전세가 불리해진 일본군은 후퇴하였고, 강화 회담이 진행되는 동안 가토 등이 서생포왜성에서 농성하고 있었다. 그러나 협상은 결렬되고 정유재란이 발발하였다. 칠천량 해전에서 원균이 패배한 후, 가토 기요마사가 서생포에서 나와 서진하기 시작한다. 그러나 보은에서 조·명 연합군에 패배한 가토는 다시 후퇴하여 울산왜성을 쌓고 농성하고, 울산은 정유재란의 최전선이 된다. 조·명 연합군이 울산왜성을 두차례에 걸쳐 대규모 공격을 감행했으나 무승부로 끝나고, 가토는 울산왜성을 불태우고 철수한다. 도요토미 히데요시가 죽고 일본군은 완전히 철수하였다.
전쟁이 끝난 후, 수많은 의병들이 선무원종공신이 되었고, 이덕형의 건의에 따라 1598년 울산군은 울산도호부로 승격하여 읍격이 높아졌다. 승격 당시에는 경상좌병사가 울산부사를 겸직하고 판관(判官)을 두었다가, 1617년 판관을 혁파하고 울산부사를 따로 임명하였다.
한편, 언양현은 전쟁으로인해 고을을 유지할 수 없게되어 울산과 경주에 분할 편입되었다. 1612년에 다시 설치되었으나 경주에 편입된 땅은 돌려받지 못했다. 기장현도 울산과 동래에 분할 편입되었다가 1617년에 다시 설치되었지만 울산에 편입된 땅은 하미면으로 남았고, 기장으로의 환원과 울산으로의 재편입을 반복하다가 조선 말기가 돼서야 기장에 완전히 돌려주었다.

### 동학의 전파
조선 후기에 세도 정치로 인해 사회가 혼란스러워지고, 신흥 종교가 발생하였다. 특히 울산은 동학의 발상지 중 하나로, 최제우의 처가가 있었으며 21세가 되던 1844년부터 16년동안 울산 유곡동에서 거주하였다. 울산을 거점으로 이곳저곳을 유랑하다가 을묘천서(乙卯天書)를 얻은 후 도를 얻고자 수련을 했고, 1859년에 경주로 돌아간 뒤 1860년 4월 5일 득도(得道)하기에 이른다. 최제우는 1861년부터 동학을 전파하기 시작했고, 1862년 12월에 접제(接制)를 공식화하고 접주(接主)를 임명하면서 울산에도 접주가 임명되었다. 그러나 최제우가 처형된 후에는 울산에서의 동학과 관련된 기록이 거의 없다. 동학 농민 운동이 일어났을 때에도 울산, 언양을 비롯한 경상좌도 지역에서는 동학 농민군이 직접 관련된 사건은 전혀 없다. 동학의 발상지인 경주, 울산지역을 정부가 집중적으로 감시했을 가능성이 높다.

### 울산민란
삼정의 문란으로 임술민란이 일어난 1862년 울산에서도 민란이 일어났다. 민란이 일어나기 1년전인 1861년, 관리들이 세금을 초과징수하는 부정부패를 자행하고 있었으며, 울산부사 한규석은 서리배들의 잘못이라고 하며 자신도 일부를 가져다 썼다. 난곡서원과 학호서원이 선생안을 새로만들때 자격이 미달되는 자가 명단에 올라가는걸 허용하면서 뇌물을 받기도 하였다. 한규석에 이어 새로 부임한 서긍순은 아전들을 단속하며 고을의 묵은 병폐를 없애기위해 노력하고 있었다. 그러나 경상좌병영이 새로 완향곡을 운영하면서 주민들의 부담이 가중되기 시작했다.
당시 각 도의 병영, 수영과 삼도수군통제영에서는 별도로 환곡을 운영하고있었다. 경상좌병사 정주웅은 일찍부터 환곡을 운영했는데, 그 수가 점차 줄어들어 창고에 남는게 별로 없다며 1861년 8월 24일 좌병영 관할의 산성에 보관하고 있던 콩 중에서 6,000석을 군향으로 마련하여 이 중에서 4,00석은 쌀 2,000석으로 바꾸어 콩과 쌀 각 2,000석을 환곡 자본으로 하여 반류반분(半留半分)의 형태로 1862년부터 운영하겠다고 비변사에 보고하여 허락을 얻었다. 이것이 완향곡이라 불리는 환곡이었다. 좌병영은 미(米) 2,000석, 태(太) 1,000석, 조(租) 1,000석, 모 250석으로 이것을 좌병영 관할의 각 읍으로 분배하여 운영하고 있었다.
당시 울산도호부에는 13개면이 있었는데 이 중 좌병영이 관할하는 환곡의 분급대상지는 내8면, 울산부에서 관할하는 지역은 외5면이라 불렀다. 내8면에 새로 4,000여석의 완향곡이 분배되자 외5면에 비해 부담이 가중되어 내8면 주민들이 불평하기 시작했다. 부담을 덜어주기위해 좌수영에 본색으로 납부하던 지방미 500석을 외5면 주민들에게 부담시켰고, 이에 외5면 주민들이 반발했다.
외5면 농민들은 향회를 열어 논의하였고, 농민들은 집단시위할 것을 결정하였다. 4월 1일 읍 근처에 집결하여 울산부로 가서 부사 서긍순에게 사태의 전말을 이야기하였다. 부사가 처리해 출 것을 요구하였으며, 서긍순은 농민들의 요구를 수용할 것을 약속했다. 부사의 긍정적인 답변에 기세가 오른 농민들은 경상좌병영으로 몰려가고, 가는 도중에 평소 행실이 나빠 원한의 대상이 되었던 서리의 집 8채를 파괴하였다. 농민들이 병영으로 몰려오자 좌병사 정주웅은 병영의 4개문을 닫고 농민들의 진입을 막으려고 하였다. 농민들은 동쪽의 동야문으로 몰래 들어가려고 시도했고, 정주웅은 병사들에게 무기를 써서 이들을 막으라고 지시했다. 이때 2명은 총에, 2명은 창에찔려 죽고, 체포되어 형벌을 받아 5명이 죽었다. 9명이 죽고 많은 사상자가 발생했지만 좌병사도 부사도 이를 보고하지 않았고, 경상좌도 암행어사로 파견된 박이도에 의해 뒤늦게 보고되었다.
박이도는 이 사건이 좌병영에서 새로 만든 완향곡에 있음을 지적하였다. 이 환곡이 좌병영의 군수(軍需)에 포함되기 때문에 없앨 수는 없고, 민란을 일으킨 주민들의 여론도 무시할 수 없으므로 경상좌도의 여러고을에 나누어 부담하게 하였다. 민란을 일으킨 주모자는 죄를 물어 유배시키고, 민란에 참가한 자들은 등급을 나누어 처벌할 것을 경상도관찰사에 요청하였다. 그리고 전 울산부사 한규석과 좌병사 정주웅을 처벌하였다.

## 대한제국
1897년 대한제국이 성립되기 2년전인 1895년 23부제가 시행되면서 울산도호부는 울산군이 되었고, 언양현도 언양군이 되었다. 1896년에 경상남도 울산군, 언양군이 되었다.
또한 각 도의 병영, 수영이 폐지되면서 울산에 있었던 울산좌병영도 폐지되었다. 지방의 군대는 진위대로 재편되었는데 울산에는 대구에 연대본부를 둔 진위대 제3연대의 제3대대가 주둔하였으나, 1902년 1월 9일에 경주로 이전하고 울산에는 위관(尉官)이 이끄는 100명의 군대만 남았다. 이마저도 1907년 8월 17일에 일본에 의해 대한제국의 군대가 해산되면서 울산에 주둔한 군대는 완전히 사라졌다.
1903년에는 울산 최초의 공립학교인 개진학교가 설립되었다. 1907년 울산공립보통학교로 개명한 뒤 현재 울산초등학교로 남아 있다. 병영에는 1906년에 현재의 병영초등학교인 일신학교가 설립되었으며 언양에도 영명학교(언양공립학교로 개명)가 설립되었다.

## 일제 강점기
경술국치 이후 전개된 일제강점기 울산에는 큰 변화가 없이 행정구역상의 소소한 변화가 주로 일어났다. 먼저 1910년 9월 1일에는 현재의 두동, 두서면을 포괄하고 있었던 두북면을 두동면과 두서면으로 각각 분할하였으며, 1914년 3월 1일에 지금의 언양읍인 언양군을 울산군과 병합하여 25면의 군(郡)으로 만들었다. 속현이나 짧은 시간이 아닌, 비교적 오랜 기간 동안 울산이 언양과 한 행정구역을 공유하게 된 것은 당시가 처음이었으며 당시의 모습은 지금까지 계속해 유지되어 오고 있다.
한편, 대대적인 행정구역 개편이 있었던 1914년 4월 1일에는 각 면을 합쳐 새로운 이름을 한 면(面)이 많이 만들어졌는데, 지금의 울산 시내 지역인 부내면(상북면과 내현면의 합면), 지금의 북구 농소동 지역인 농소면(농동면과 농서면의 합면), 지금의 병영 지역인 하상면(하부면과 내상면의 합면), 지금의 남구 야음동 지역인 대현면(현남면과 현북면의 합면), 지금의 울주군 온양읍 지역인 온양면(온남면과 온북면의 합면), 지금의 언양읍 지역인 언양면(상북면과 중북면의 합면)을 각각 만들었다. 이로써 울산은 19개 면으로 편제되었다.
| 도령 제2호  |                                |             |
| 구 행정구역 | 구 행정구역                    | 신 행정구역 |
| 울산군      | 상부면(上府面), 내현면(內峴面) | 부내면 일원 |
| 울산군      | 하부면(下府面), 내상면(內廂面) | 하상면 일원 |
| 울산군      | 농동면(農東面), 농서면(農西面) | 농소면 일원 |
| 울산군      | 현북면(峴北面), 현남면(峴南面) | 대현면 일원 |
| 울산군      | 청량면 일부                    | 청량면 일원 |
| 울산군      | 온산면, 청량면 일부            | 온산면 일원 |
| 울산군      | 온남면(溫南面), 온북면(溫北面) | 온양면 일원 |
| 울산군      | 외남면(外南面)                 | 서생면 일부 |
| 언양군      | 상북면(上北面), 중북면(中北面) | 언양면 일원 |
| 언양군      | 상남면(上南面)                 | 상남면 일원 |
| 언양군      | 중남면(中南面)                 | 중남면 일원 |
| 언양군      | 삼동면(三同面)                 | 삼동면 일원 |
| 언양군      | 하북면(下北面)                 | 하북면 일원 |
그리고 1917년 10월 1일에는 부내면을 울산면으로 개칭하였으며, 1928년 4월 1일에는 상남면과 하북면을 상북면으로 합면하여 울산은 총 18개의 면으로 구성되었다. 또한 1931년 11월 1일에는 울산면을 울산읍으로 승격해 1읍과 17면으로 구성되게 되었으며, 1933년 1월 1일에는 삼동면과 중남면을 삼남면으로 합면하여 1읍 16면으로 편제되었다.
1937년 7월 1일에는 울산군 방어진면(1931년 동면에서 개칭)을 방어진읍으로 승격하여 2읍 15면이 되었는데, 방어진읍은 현재 동구로 동구가 당시에는 울산 시내와 비슷한 수준의 도심 규모를 유지했던 것으로 생각할 수 있다. 1945년 4월 1일에는 지금의 남구 공업탑과 야음동 일대인 대현면(大峴面)을 울산읍에 합면하여 총 2읍 14면으로 편제되게 되었다.
일제강점기에는 울산이 일제의 군수물자 수송의 최적지로 이용되었다. 울산은 일제와 지리적으로 가까웠으며, 그에 따라 일제의 침략 물자 수송을 위한 많은 시설들이 만들어졌던 것이다. 대표적으로 울산우편국이 있는데, 울산우편국은 일제시대에 만들어져 지금까지 우체국으로 사용되고 있을 정도로 그 역사가 깊다. 1905년 5월에 지금의 북정동 일대인 울산군 상부면에 울산임시우체소가 개소돼 체신업무를 수행하기 시작했으며, 1910년 10월 1일에 울산우편국으로 개칭되었다. 1911년 4월에는 창원 ·  대구와의 정기채송을 시작했고, 1914년에는 경주와도 정기채송을 시작하였다. 시간이 지나 1950년에는 울산우체국으로 이름을 변경하여 오늘에 이르고 있다.
울산에 전화가 들어온 것도 당시였다. 1908년 11월에는 울산에 처음으로 전화가 등장하였고, 1910년에는 울산과 방어진 간에 전화가 가설되었다. 또한 1911년 6월에는 양산 서창 ·  언양으로 시외전화가 개통되었고 1914년 7월에는 밀양으로, 같은 해 12월에는 김해까지 시외전화가 개통되었다. 그러다 1920년에는 우편국마다 간이교환대가 설치되어 통화가 이루어졌으며 부산까지 시외통화가 가능해졌다. 서울까지는 1930년 들어 전화가 연결되었다.
이외에 울산에 비행장도 건설되었는데, 이는 대한민국 역사상 가장 처음 만들어진 국제공항이었다. 일제는 일본의 규슈(九州)지방과 거리가 가까운 울산의 달동 일대 농경지를 강제로 강탈하여 1928년 12월 2일에 울산비행장을 개장하였는데, 이는 여의도비행장보다 5개월가량 빠른 것이었다. 준공 당시 울산비행장은 남북의 길이가 600m였으며 격납고가 350평, 일본항공 사무소 35평, 공항사무소는 30평이었다. 1931년 8월에는 항공기를 첫 취항하였으며, 일본항공의 울산출장소로 일본 후쿠오카 사이를 오가는 12인승 쌍발 비행기를 매일 1회씩 운행하였다. 이곳에는 세관도 설치되어 운영하였다.
울산에 최초로 일본과 연결되는 국제공항이 건설된 것은 일제의 만주 침략과도 관계가 깊다. 당시 비행기는 먼 거리를 이동하기가 어려웠는데 서울이나 만주, 신의주, 중국 대련 등을 거쳐 중국이나 소련으로 가기 위해서는 일본 본토와 가까운 울산을 경유하는 것이 유리했기 때문이었다. 그러한 기능을 하기 위해 주변이 논밭으로 되어 있는 울산의 삼산 일대는 비행장을 만들기에 적합한 지역이었을 것이다.
그러다 울산비행장은 1936년부터 운영난에 빠져 휴항하게 되었으며, 1937년에는 대구비행장으로 그 기능을 옮기게 된다. 1941년에 일제가 태평양전쟁을 벌이면서 군사비행장으로 개조하여 일본에서 대륙을 오가는 군수물자의 운반과 연료공급기지로 다시 개항하였다. 1945년에 해방이 된 후에는 대한민국 국방부에서 관리하다가 유사시를 대비해 일부를 활주로로 남기고 논으로 만들어 농민에게 불하하였고, 1980년대 울산의 도시계획 확장으로 주거단지로 바뀌어 오늘에 이르고 있다.

## 대한민국 정부 수립 이후
광복과 함께 일제가 한반도에서 물러났다. 그러나 일제강점기 당시의 행정 체계를 그대로 유지했던 것과 같이, 울산의 행정구역도 큰 변화가 없이 그대로 유지되었다. 다만 광복 얼마 뒤인 1946년 1월 1일에 울산읍으로 합쳐져 있던 지금의 남구 지역이 대현면으로 다시 환원되었다. 울산읍이 태화강 이북의 지역을 관할하던 행정구역이라는 점에서 실질적인 생활권으로 구분한 것으로 생각할 수 있다.
38도선 이남에 대한민국 정부가 수립되고, 울산 지역도 대한민국의 실질적인 영토에 속하게 되었다. 1950년 6월 25일에는 38도선 이북에 있던 조선민주주의인민공화국과의 한국전쟁이 발발하였는데, 최후의 방어선이었던 낙동강 이남 지역에 속한 울산은 조선민주주의인민공화국과의 큰 전투가 없었다. 다만 울산의 서부 지역(지금의 울주군 지역)에서는 안강 전투로 인해 발생했던 포항과 경주 지역의 피난민들이 몰려들어 큰 혼란이 있었다고 한다.
전쟁이 끝나고, 4·19 혁명이 일어나 이승만이 대통령 자리에서 물러났다. 그리고 박정희의 5·16 군사정변이 일어나면서 국가재건최고회의가 생겨났는데 여기서 울산을 특정공업지구로 결정 ·  고시하게 된다. 1962년 1월 27일의 일이었는데, 당시 특정공업지구로 결정된 곳은 지금의 울산 중구 ·  남구 ·  동구 ·  북구 지역의 일부에 해당하는 울산읍 ·  방어진읍 ·  하상면 ·  대현면 전역과 농소면 송정리 ·  화봉리, 범서면 무거리 ·  다운리였으며 지금의 울주군 청량면에 속하는 청량면 두왕리도 특정공업지구에 속하게 되었다.
그리고 같은 해 6월 1일에는 위 지역을 경상남도 울산시로 승격하였다. 지금 울산광역시의 모태가 되는 행정구역인데, 위 지역이 울산시로 승격되면서 잔여 지역인 울산군은 울주군으로 개칭되었다. 울산시 지역에는 세 개의 출장소가 설치되었으며 구 방어진읍 지역에는 방어진출장소를, 구 대현면 지역에는 장생포출장소를, 구 하상면 지역에는 병영출장소를 설치하였다. 그리고 1963년 11월 1일에는 구 울산읍 지역에 중앙출장소를 설치하였고, 1972년 7월 1일 울산시의 53개 법정동을 31개 행정동으로 개편해 행정의 편의를 도모했다.
1976년 4월 20일에는 방어진출장소를 제외한 모든 출장소를 폐지하고, 시에서 직접 행정업무를 담당했다. 또한 1985년 7월 15일에는 울산시에 구제(區制)가 실시되어 중구와 남구를 설치했으며 방어진출장소를 중구에 편입하였다. 이로써 울산은 2개의 구와 하나의 출장소, 40개의 동으로 편제되었다가 같은 해 8월 10일 중구 방어진출장소가 시 직할 출장소로 승격되어 2개의 구와 40개의 동으로 편제되었다.
시 직할 출장소의 지위였던 방어진은 1988년 1월 1일자로 동구로 승격되었다. 이로써 울산은 3개의 구, 40개의 동으로 편제되었다. 이후 수 년간 울산에는 이렇다 할 행정구역의 변화가 없었고, 그 형태가 계속해서 유지되었다.
그러던 중 1995년에는 지방자치제의 개정과 함께 도농복합형태의 도시가 각지에 생겨나면서 울산도 울산시와 울산군(1991년 울주군에서 명칭 환원)이 통합되었다. 통합 울산시는 경상남도의 관할로, 지금과는 달리 산하 구가 소속 일반구의 역할만을 하고 있었으며 시역(市域)은 현재의 울산광역시의 시역과 일치하는 지역이었다. 이렇게 새롭게 도농복합형태의 도시로 출범한 것은 당시 울산시와 울산군 사이의 생활권이 통합적으로 이뤄졌음을 의미하는데, 통합 울산시의 발족으로 울산은 생활권을 같이 하는 주민들에게 통합적인 행정 편의를 제공할 수 있게 되었다. 기존 울산군(읍·면) 지역을 관할하는 울주구를 설치하였는데, 한국 행정구역 사상 동이 아닌 읍·면만을 관할한 유일한 구였다.
통합 울산시의 발족 이후, 울주구는 인구 증가와 시가지의 발달로 1996년 3월 1일에 당시 언양면과 온산면을 언양읍과 온산읍으로 승격시키는 변화를 겪게 되었으며, 급기야 1997년 7월 15일에는 울산이 광역시로 승격되었다. 광역시 승격의 사유는 여러 가지가 있을 수 있겠으나 인구 100만 명을 넘는 거대 시가 되었다는 점, 인근 지역의 위성도시가 아닌 독자적인 생활권을 담보하는 지역이었다는 점 등의 이유에서 광역시로 승격되었다고 할 수 있다. 다만 대통령의 울산직할시 공약과 울산시민들의 직할시 승격운동도 광역시 승격에 큰 역할을 했음을 부정할 수는 없다. 인구가 100만 명이 넘고 독자적인 생활권이 담보되어도 광역시로 승격되지 않은 도시도 많다. 예를 들어 경상남도 창원시, 경기도 수원시 등.
새로 생겨난 울산광역시는 부산광역시나 인천광역시와 같이 광역시 안에 구와 군을 포함시킨 도농복합도시의 형태였으며, 광역시 승격과 함께 하위 행정구역이면서 일반구였던 구가 자치구(중구, 동구, 남구) 및 군(울주구→울주군)으로 승격되었다. 또한 울주구보다는 울산시의 시역과 생활권을 같이 하는 당시 울주구 농소 지역에 구를 설치하여 북구로 하였다. 이로써 울산광역시는 네 개의 구와 하나의 군을 시역으로 하는 지금의 형태를 갖추게 되었다.
이후 2001년 3월 1일에는 범서면과 온양면을 범서읍, 온양읍으로 승격시키고 2018년 4월 1일 청량면을 청량읍으로 승격시켰다  2020년 11월1일 삼남면을 삼남읍  승격시켰다

## 참고 자료
- 김부식 (1145), 《삼국사기》 〈권44〉 거도 조(條)